# Parathyreus trituberculatus
Parathyreus trituberculatus är en skalbaggsart som beskrevs av Johann Christoph Friedrich Klug 1843. Parathyreus trituberculatus ingår i släktet Parathyreus och familjen Bolboceratidae. Inga underarter finns listade i Catalogue of Life.